# Воскресенский собор (Корча)
Воскресе́нский собо́р (алб. Katedralja Ngjallja e Krishtit) — православный храм в городе Корче (Албания), кафедральный собор Корчинской митрополии Албанской православной церкви. Построен в неовизантийском стиле.
На месте собора до разрушения коммунистической властью в 1968 году в ходе антирелигиозной кампании стоял Георгиевский собор.
С падением коммунистического режима стало возможно возрождение православия в Албании. В 1992 году был построен Воскресенский собор, который стал на тот момент самым большим православным храмом в Албании.